# Geïnduceerde dipool-dipoolinteractie
Geïnduceerde dipool-dipoolinteracties of Debyekrachten (genoemd naar de Nederlands-Amerikaanse fysisch scheikundige Peter Debye) zijn intermoleculaire krachten (krachten tussen moleculen) die ontstaan uit de aantrekking tussen een  molecule met een permanent dipoolmoment (een zogenaamde polaire verbinding) en een polariseerbare molecule. Naast de dipool-dipoolinteracties en de londonkrachten, behoren de geïnduceerde dipool-dipoolinteracties tot de vanderwaalskrachten.

## Beschrijving
De polariseerbaarheid is een eigenschap van de molecule of het atoom zelf en ligt vrijwel geheel vast zolang de elektronische kwantumtoestand van het deeltje niet verandert. Bij polarisatie worden de elektronenwolken onder invloed van het uitwendig elektrisch veld, afkomstig van een dipool, enigszins vervormd, zodoende dat de ladingsverdeling binnenin het atoom of de molecule wijzigt. Dit is gemakkelijker voor de elektronen van een groter atoom, bijvoorbeeld zwavel dan voor een kleiner atoom, zoals zuurstof. Ook elektronen in onverzadigde verbindingen of in een gedelokaliseerd systeem, zoals de π-elektronen van benzeen, zijn doorgaans eenvoudiger te polariseren dan de elektronen van een σ-binding, zoals in methaan. De polariseerbaarheid α drukt de mate uit waarin door een uitwendig aangelegd elektrisch veld E in de molecule een tijdelijk elektrisch dipoolmoment μ geïnduceerd kan worden:
{\displaystyle \mu =\alpha \cdot E}
Een voorbeeldinteractie is deze tussen waterstofchloride (de permanente dipool) en benzeen (een polariseerbare molecule). Onder invloed van de dipool in waterstofchloride wordt tijdelijk een elektrisch dipoolmoment gevormd in benzeen, waardoor beide molecule elkaar zullen aantrekken. Ook atomen, zoals de edelgassen, kunnen hier gepolariseerd worden.

## Sterkte
De interactie-energie tussen twee moleculen A (de dipool) en B (de polariseerbare molecule) wordt berekend aan de hand van de formule:
{\displaystyle V_{\mathrm {d-id} }=-{\frac {\mu _{A}^{2}\alpha _{B}}{(2\pi \epsilon _{0})^{2}}}{\frac {1}{r^{6}}}}
Daarin is:
- {\displaystyle \mu _{A}} het dipoolmoment van molecule A
- {\displaystyle \alpha _{B}} de polariseerbaarheid van molecule B
- {\displaystyle r} de afstand tussen de twee moleculen
- {\displaystyle \epsilon _{0}} de elektrische veldconstante

Een typische waarde voor de geïnduceerde dipool-dipoolinteractie-energie is 1 tot 2 kJ/mol. In tegenstelling tot de dipool-dipoolinteractie is de geïnduceerde dipool-dipoolinteractie onafhankelijk van rotatie, aangezien de geïnduceerde dipool de permanente dipool in haar beweging volgt.